# Villa Carcina
Villa Carcina är en ort och kommun i provinsen Brescia i regionen Lombardiet i Italien. Kommunen hade 10 792 invånare (2018).